# Ultima IX
Ultima IX: Ascension è il nono e ad oggi ultimo episodio dell'omonima serie di videogiochi di ruolo creata da Richard Garriott. Pubblicato nel 1999, a cinque anni di distanza da Ultima VIII, ha attraversato diverse fasi di sviluppo: quella finale ed effettivamente uscita sugli scaffali è ritenuta inferiore rispetto agli elevati standard della Origin Systems. Infatti, a causa di conflitti fra produttori e designer del gioco hanno portato alle dimissioni di quest'ultimi, rendendo necessaria una totale riscrittura della trama pochi mesi prima della commercializzazione, adattandola tuttavia ad elementi della storia originale. La fretta nell'uscita del gioco è riscontrabile anche nella presenza di numerosi bug, che hanno costretto diverse testate a non assegnare nessun voto al gioco.